# Richard Wentworth
 (février 2013).
- Si vous ne connaissez pas le sujet, laissez ce bandeau (vous pouvez alors contacter les auteurs).
- Si vous supprimez le contenu mis en cause (vous pouvez préalablement contacter les auteurs),

argumentez précisément cette suppression dans la page de discussion
(un manque de référence n'est pas un argument ; une recherche réelle de référence doit avoir été effectuée, être formellement documentée).
Richard Wentworth est un artiste britannique né en 1947 aux Samoa, également professeur au Royal College of Art.
Il photographie la rue, des objets abandonnés. Les objets qu'il donne à voir, qui ont souvent été réutilisés plusieurs fois ou abandonnés, ont perdu leur fonction initiale et, grâce à la photographie, acquièrent un nouveau statut, souvent comique. 
Dans « Kings Cross, London » (1999) des panneaux de carrosserie sont coincés dans le chambranle d'une porte, et en interdisent ainsi l'accès.[réf. nécessaire]
Durant trois ans, avant la mort d'Azzedine Alaïa, il est chargé de photographier tout ce qu'il peut de ses ateliers, créations ou scènes de la vie dans l'immeuble de la rue de Moussy à Paris.
Il compte également parmi les artistes qui ont imprégné et redéfini l'art de la sculpture moderne en Angleterre, depuis les années 1970. Son travail met en avant des objets de la vie quotidienne, valorisés artistiquement, comme en témoigne son œuvre False Ceiling, qui met en avant des livres suspendus au plafond, de manière créative. Ce nouveau regard sur ce qu'est l'art moderne et la relation intrinsèque entre l'art et le profane est caractéristique de son œuvre.
Richard réside et travaille en Angleterre.